# Sim Gokkes

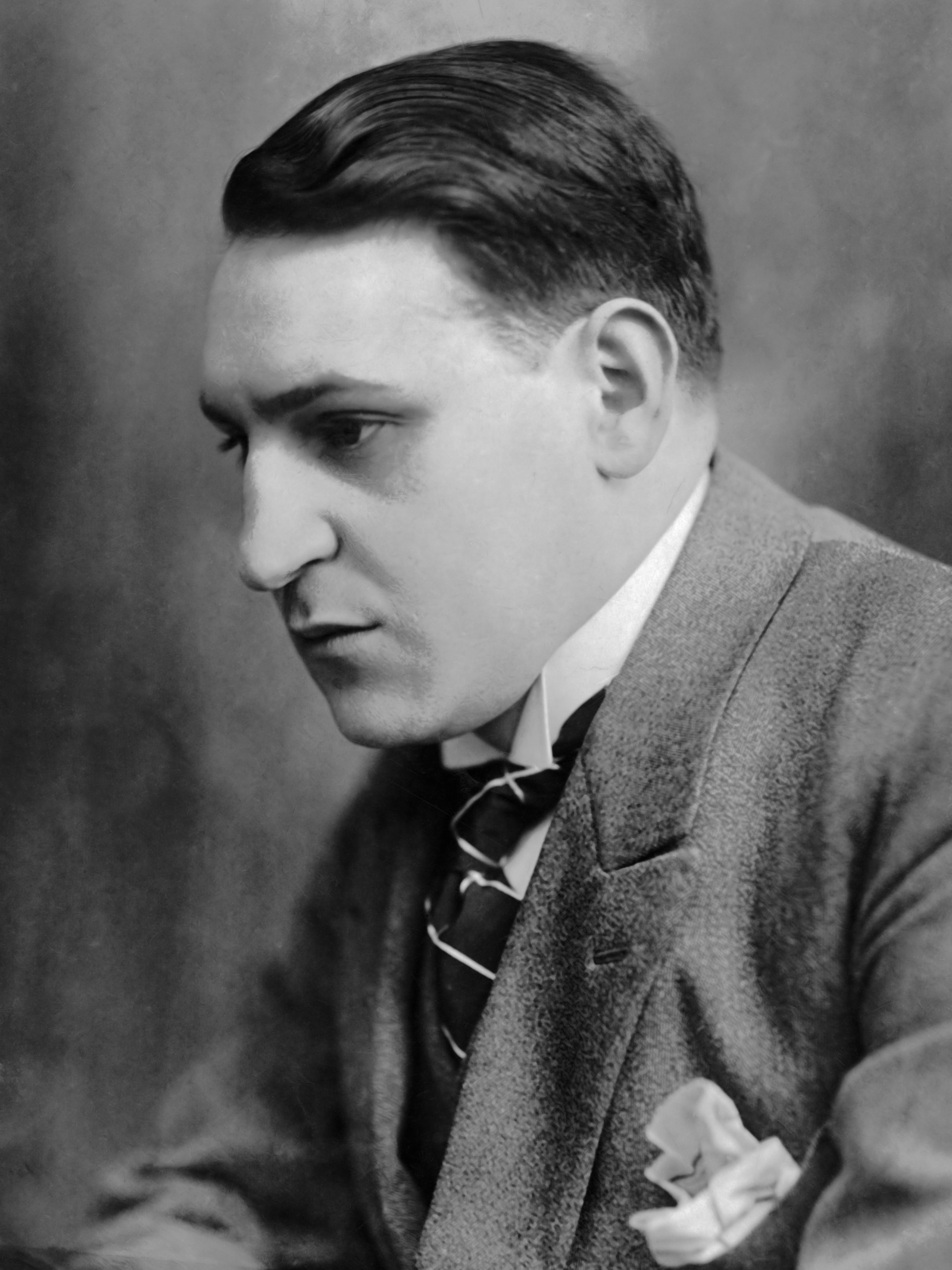
Sim Gokkes (1928)

Simon (Sim) Gokkes (* 21. März 1897 in Amsterdam; † 5. Februar 1943 im KZ Auschwitz) war ein niederländischer Komponist.
Als Kind erhielt Sim Gokkes Gesangsunterricht bei dem Opernsänger Ben Geysel und bei Victor Schlesinger, dem Kantor der Rapenburger Synagoge in Amsterdam. Er studierte Komposition bei Sem Dresden sowie Klavier und Flöte am Amsterdamer Konservatorium.
Sim Gokkes leitete sein ganzes Leben lang verschiedene Chöre. Viele Jahre war er Direktor von Santo Serviçio, dem Chor der portugiesischen Synagoge in Amsterdam.
Gokkes ist bekannt als Erneuerer synagogaler Musik. Seine Kompositionen behandeln vor allem religiöse Themen.
Mit seiner Frau, der Pianistin Rebecca Winnik, und seinen beiden Kindern wurde Gokkes 1943 in Auschwitz ermordet.

## Werke
- Psalm 130 (1925) für Männerchor
- Twee Hebreeuwse liederen (1926) für Gesang und Klavier
- C’en est fait (1928) für Gesang und Klavier
- De Pelgrim voor Jeruzalem (1928) für Gesang und Klavier
- Duiven (1928) für Gesang und Klavier
- Kaddish (1928) für Gesang und Klavier
- Kermesse d'été (1928) für Gesang und Klavier
- Kinah (1928) für Vokalensemble und Instrumente
- La lune blanche luit dans les bois (1928) für Gesang und Klavier
- Sjire Kodesh (1937) für Vokalensemble und Klavier
- Sonatine (1939) für Klavier